# 湯本町 (福島県)
湯本町（ゆもとまち）は福島県南東部、石城郡に属していた町。現在のいわき市中南部（常磐地区）、常磐線湯本駅周辺にあたる。なお現在、旧町域に属する大字は常磐を冠する。

## 地理
- 山：高倉山
- 河川：湯本川、水野谷川

## 歴史
- 1889年（明治22年）4月1日 - 町村制の施行により磐前郡湯本村が単独で自治体を形成。
- 1896年（明治29年）
  - 4月1日 - 所属郡が石城郡に変更。
  - 9月23日 - 磐崎村の一部（大字関船・水野谷）を編入。
- 1897年（明治30年）2月25日　- 日本鉄道の駅として湯本駅が開業。後に磐城炭鉱の引込線も出来て石炭の鉄道輸送も始まった。
- 1922年（大正11年）8月20日 - 湯本村が町制施行して湯本町となる。
- 1935年（昭和10年）5月30日 - 入山炭鉱でガス爆発事故。死者48人を出す惨事となった[1]。
- 1954年（昭和29年）
  - 3月29日 - 小名浜町の一部（大字松久須根・三沢・上矢田）を編入。
  - 3月31日 - 磐崎村と合併して常磐市が発足。同日湯本町廃止。
- 1966年（昭和41年）10月1日 - 常磐市が平市・内郷市・磐城市・勿来市、石城郡小川町・遠野町・四倉町・川前村・田人村・好間村・三和村、双葉郡久之浜町・大久村と合併していわき市が発足。

## 交通

### 鉄道路線
- 日本国有鉄道
  - 常磐線
    - 湯本駅

### 道路
- 国道6号

## 名所・旧跡・観光スポット・祭事・催事
- 常磐湯本温泉（現・いわき湯本温泉）